# Province de Phra Tabong
La province de Phra Tabong (thaï : พระตะบอง) est une province de Thaïlande de la fin du XVIIIe siècle jusqu'à sa cession à l'Indochine française en 1907, puis de nouveau entre 1941-1946 pendant l'occupation japonaise du Cambodge pendant la Seconde Guerre mondiale. La province a été dissoute et redonnée à la France en 1946. La zone est maintenant dans la municipalité de Pailin de la province de Battambang, au Cambodge.